# Milan Dečak

Milan Dečak (Zagreb, 7. travnja 1883. – Zagreb, 31. siječnja 1968.) bio je hrvatski pravnik, športski djelatnik i amaterski slikar.

## Životopis
U Zagrebu je završio gimnaziju. Slikarstvo je učio kod Otona Ivekovića 1903. godine. Diplomirao je 1907. na Pravnom fakultetu. U Hamburgu je 1909. završio Trgovačku akademiju te tečajeve retorike, frenologije i tjelovježbe.
Od 1909. do 1943. radio je kao odvjetnik u Zagrebu. Od studentskih dana često se sukobljavao s vlastima zbog rodoljubnih stavova. Za vrijeme Khuenova režima kažnjen je izgonom iz Zagreba.
Bio je predsjednik Društva za podizanje spomenika kralju Tomislavu u Zagrebu. Bio je također aktivan član sokolskog pokreta: tajnik Hrvatskog sokola u Zagrebu od 1900. do 1918., starješina Sokola od 1918. do 1929. te urednik časopisa Hrvatski sokol (1922./23.).

### Članci
- Radović, Milivoj; Tartaglia-Kelemen, Vladimira. 1993. Dečak, Milan. Hrvatski biografski leksikon. Zagreb.  journal zahtijeva |journal= (pomoć)